# Мисија организације
Мисија организације је кратак опис општих циљева организације. Може укључивати и друштвене и оперативне вредности које организација промовише, разлоге за постојање, одређено теоријско или практично усмерење. Неопходан је део оснивачких докумената и презентације организације, али је и стратешки рад и развој организације у глобалу одређен дефинисаном мисијом.